# Cessna DC-6
Dimensions
Le Cessna DC-6 est un avion américain à aile haute de transport pour 4 passagers construit par la compagnie Cessna Aviation dans les années 1920. Il est utilisé par l'USAAF (United States Army Air Corps) sous la désignation UC-77 / UC-77A.

## Historique
Le DC-6 était une version réduite de l'avion de tourisme CW-6 conçu pour 6 passagers. La sortie du 1er exemplaire intervient en février 1929, et la production fut lancée en deux versions, le DC-6A et le DC-6B.
Les deux versions ont obtenu le certificat de navigation en Septembre 1929. La crise de 1929 et l'effondrement de la bourse de Wall Street ont réduit la demande pour ce type d'avion, et 20 exemplaires seulement de chacune des versions A et B furent produits.

Quelques-uns des appareils furent incorporés dans l'USAAC en 1942.

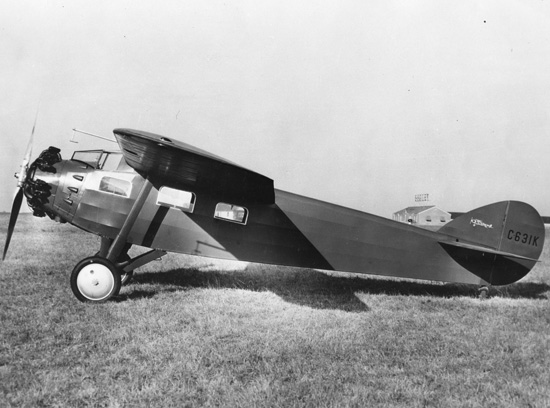
Cessna DC-6B

Outre l'utilisation privée comme avion de tourisme, les versions DC-6A et DC-6B ont été utilisées pour le transport et la diffusion de journaux, et furent utilisés comme avions de liaison dans l'USAAF.
Variantes :
DC-6 : version originale, moteur Curtiss Challenger de 170 ch (130 kW), pour le développement de la version réduite à 4 sièges passagers
DC-6A Chief : équipé d'un moteur Wright R-975 (J-9-6) Whirlwind de 300 ch (220 kW), 20 exemplaires construits
DC-6B Scout : équipé d'un moteur Wright R-760 (J-6-7) de 225 ch (168 kW), 24 exemplaires construits
UC-77 : désignation militaire des 4 exemplaires DC-6A incorporés dans l'USAAC
UC-77A : désignation militaire des 4 exemplaires DC-6B incorporés dans l'USAAC
Les désignations UC-77B, UC-77C et UC-77D ne correspondent pas au modèle DC-6, mais furent utilisées pour d'autres modèles de Cessna dans l'armée.